# Gueltas
Gueltas (tiếng Breton: Gweltaz) là một xã ở tỉnh Morbihan trong vùng Bretagne tây bắc Pháp. Xã này có diện tích 20,45 km², dân số năm 1999 là 544 người. Khu vực này có độ cao từ 66-162 mét trên mực nước biển.
Cư dân của Gueltas danh xưng trong tiếng Pháp là Gueltasiens.